# Staurocucumis
Genre
Staurocucumis est un genre d'holothuries (concombres de mer) de la famille des Cucumariidae. 

## Liste des espèces
Selon World Register of Marine Species (20 mars 2015) :
- Staurocucumis krzysztofi O'Loughlin in O'Loughlin, Stępień, Kuźniak & VandenSpiegel, 2013
- Staurocucumis liouvillei (Vaney, 1914) Ekman, 1927
- Staurocucumis nocturna (Sluiter, 1901)
- Staurocucumis souriei (Cherbonnier, 1949)
- Staurocucumis turqueti (Vaney, 1906)